# 中原通
中原通（なかはらどおり）は兵庫県神戸市灘区の町名。現行行政地名は中原通一丁目から中原通七丁目。
令和2年国勢調査（2020年10月1日）での世帯数1,007、人口1,703、うち男性825人、女性878人。郵便番号は657-0825。

## 地理
東は篠原南町、南東は倉石通、南は阪急神戸線を挟み水道筋、西は西郷川を挟み王子町、北は福住通。東西に長い境界を持ち、四丁目と五丁目の間を阪急神戸線が北東―南西方向に貫く。

## 歴史
上野字中原・日照塚・天王前と畑原字福角・倉石・横田・上横田・カスガメ・高田と篠原字下岡から成立した。

### 地名の由来
旧字の上野字中原から付いた。『神戸の町名』では「山手と浜手の中間にある原というのだろう」としており、大正の終わり頃まで大きな池と畑地が広がっていたらしいとしている。